# اندی ماریوت
اندی ماریوت (انگلیسی: Andy Marriott؛ زادهٔ ۱۱ اکتبر ۱۹۷۰) بازیکن فوتبال اهل بریتانیا است.
از باشگاه‌هایی که در آن بازی کرده‌است می‌توان به باشگاه فوتبال بری، باشگاه فوتبال ویگان اتلتیک، باشگاه فوتبال بوستون یونایتد، باشگاه فوتبال ساندرلند، باشگاه فوتبال وست برومویچ آلبیون، باشگاه فوتبال بارنزلی، باشگاه فوتبال تورکی یونایتد، باشگاه فوتبال کاونتری سیتی، باشگاه فوتبال ناتینگهام فارست، باشگاه فوتبال بلکبرن روورز، باشگاه فوتبال کولچستر یونایتد، باشگاه فوتبال بیرمنگام سیتی، باشگاه فوتبال بیرامار، باشگاه فوتبال ورکسام، باشگاه فوتبال اکستر سیتی، باشگاه فوتبال آرسنال، و باشگاه فوتبال برنلی اشاره کرد.
وی همچنین در تیم‌های ملی فوتبال زیر ۲۱ سال انگلستان و ولز بازی کرده‌است.